# Antoine de Schaumbourg
Antoine de Holstein-Schaumbourg (né en 1439, mort le 22 décembre 1526) règne comme corégent sur le Holstein-Pinneberg et sur le comté de Schaumbourg  de 1474 jusqu'à sa mort.

## Biographie
Antoine est l'avant dernier fils survivant de Otto II de Holstein-Pinneberg et d'Elisabeth de Hohnstein.  Il a règne sur le comté de Holstein-Pinneberg et le comté de Schaumbourg  conjointement avec son frère Eric de 1474-1492 puis avec son frère Otto III à partir de 1492. Après la séparation en deux parties du domaine patrimonial en 1498, il reçoit le comté de Schaumbourg conjointement avec son frère cadet Jean IV avec qui il gouverne comme corégent de 1498 jusqu'à sa mort 1526. Antoine est l'artisan principal de la modernisation de l'administration du comté pendant son long règne.

## Unions
Il épouse en premières noces le 29 novembre 1491 Sophie de Saxe-Lauenburg (morte avant 1502) fille du duc Jean V de Saxe-Lauenbourg et ensuite en 1497 Anne von Schönburg (né en 1479 - 28 mai 1503). Ses deux unions restent stériles